# Обруч

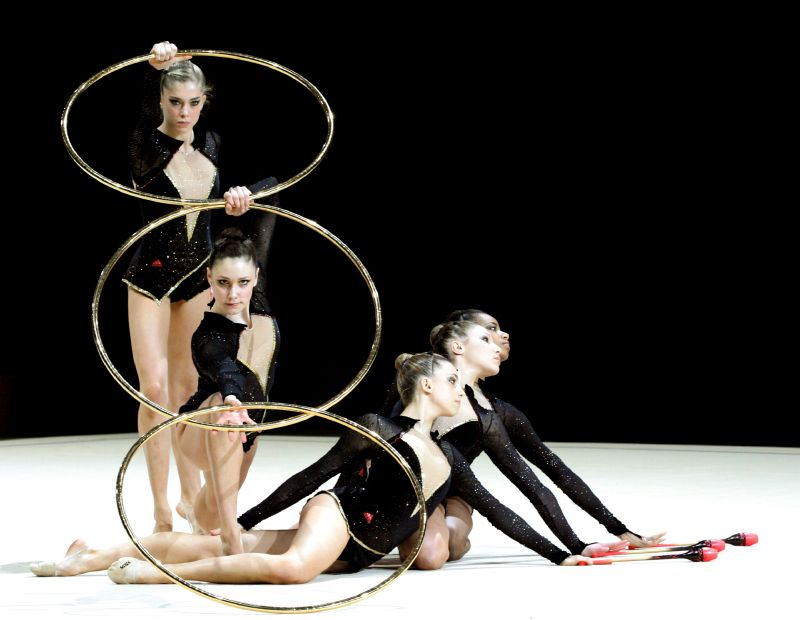
Художественные гимнастки с обручем

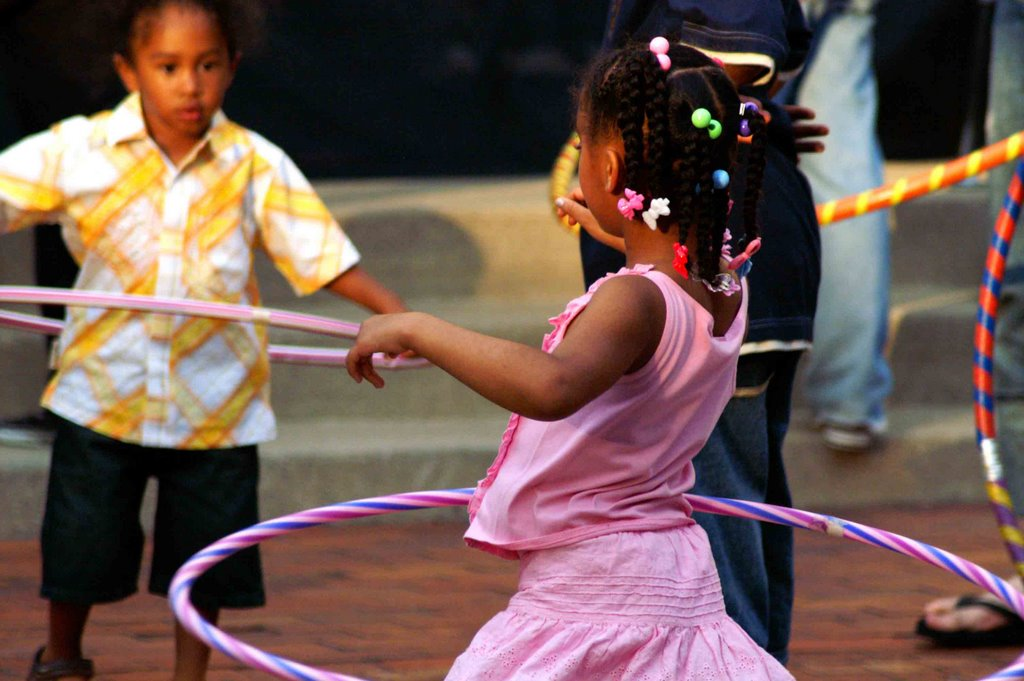

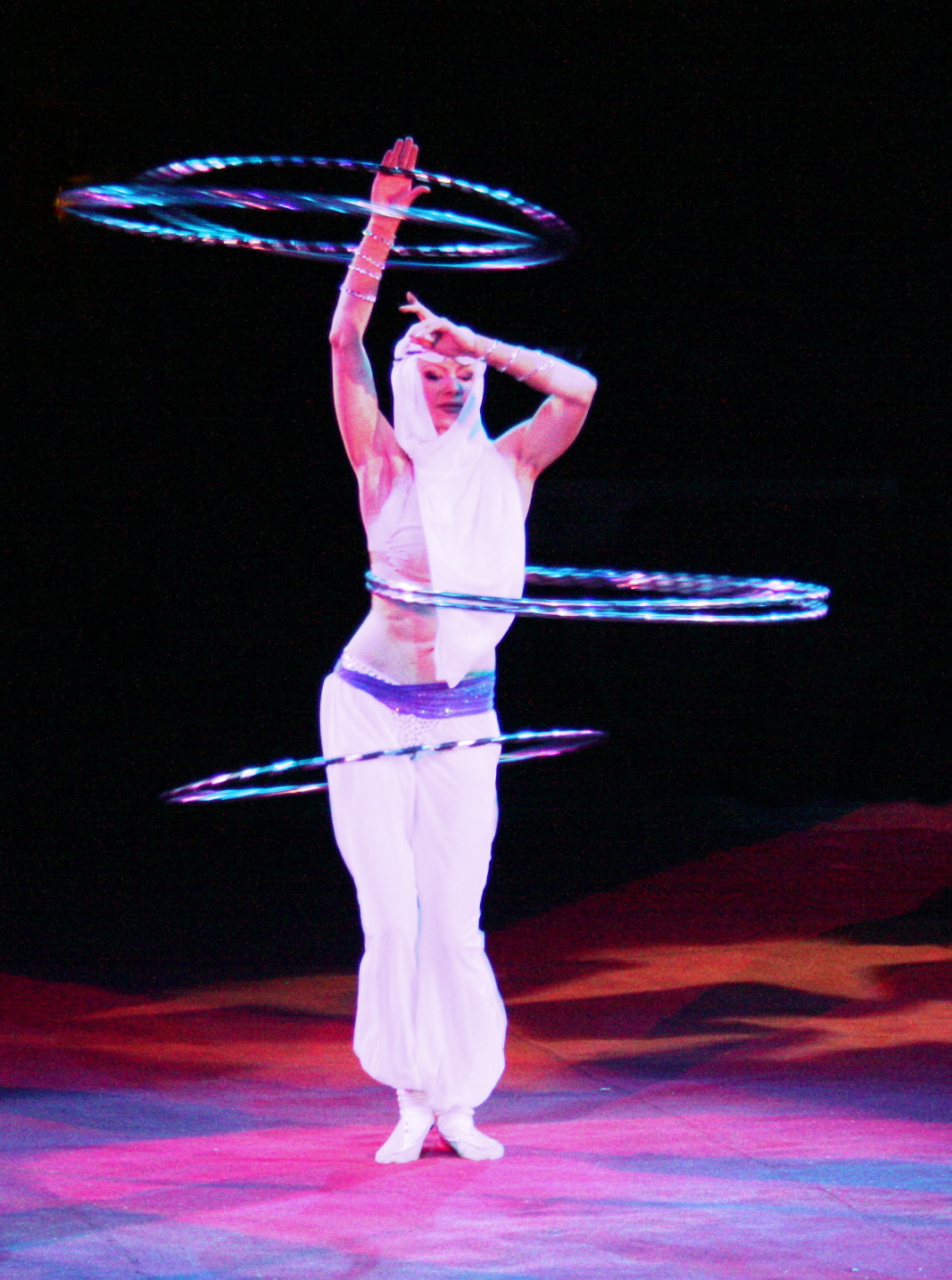

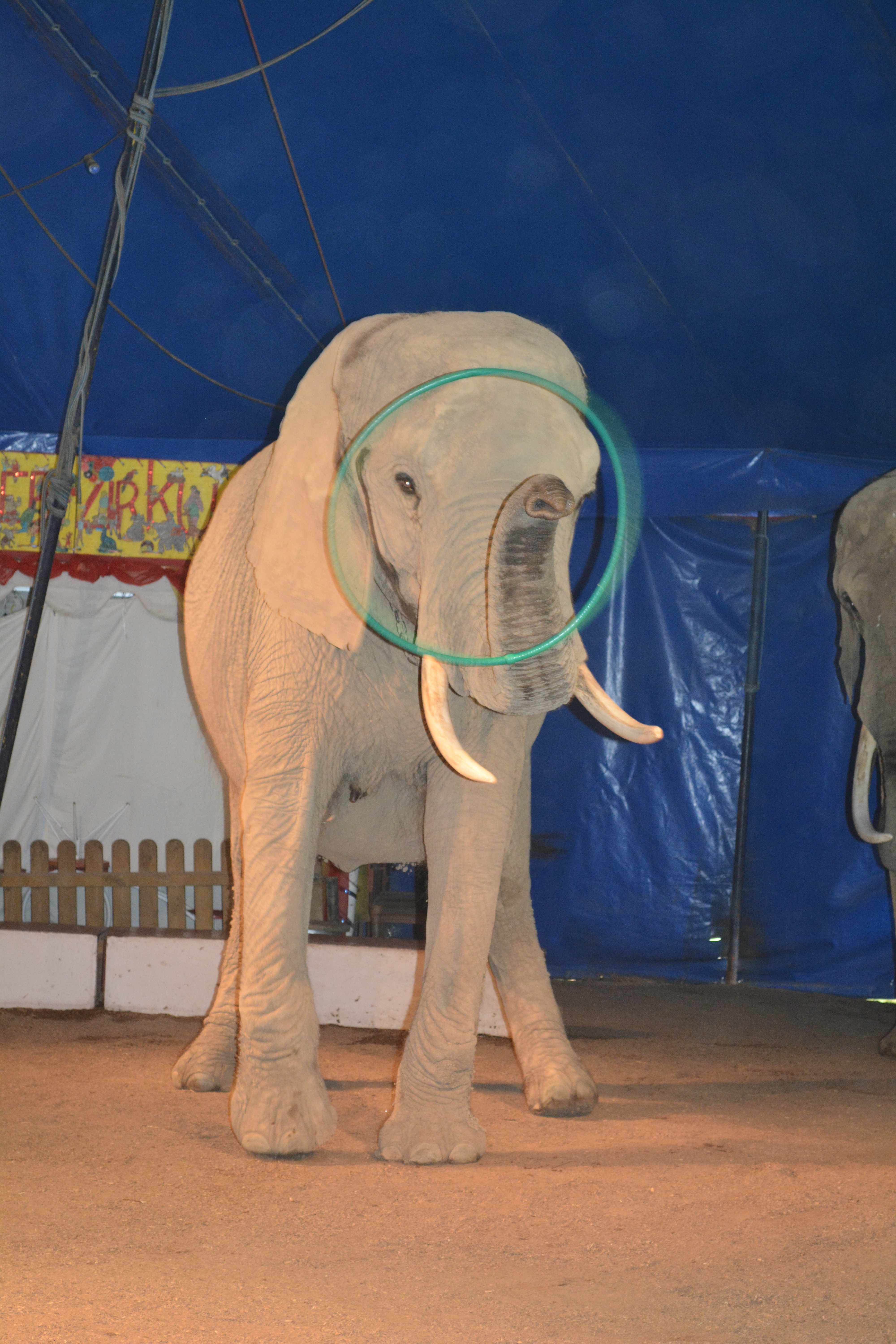
Слон жонглирует обручем

О́бруч, хула(-)хуп — спортивный снаряд в виде тонкого кольца большого диаметра. Используется в художественной гимнастике, цирковом искусстве, жонглировании, огненном шоу и даже фитнесе.

## Общие сведения
Спортивный обруч изобрёл Ричард Кнерр (англ. Richard Knerr), один из основателей американской компании Wham-O. О бамбуковом кольце, использовавшимся австралийскими физкультурниками для тренировок, Кнерру и его компаньону Артуру Мелину рассказал один из их друзей, после чего они разработали собственную версию, хотя ни разу не видели оригинала.
Первые испытания обруча прошли в начале 1958 года в начальной школе города Пасадены — партнёры пообещали детям подарить обручи, если они научатся хорошо их крутить. Для популяризации Кнерр и Мелин велели сотрудникам Wham-O при воздушных перелетах брать с собой обруч в самолёт, чтобы люди вокруг спрашивали, что это такое.
В апреле 1958 года люди выстраивались в длинные очереди перед магазинами, чтобы получить заветную вещицу. Фирма стала производить 20 тыс. обручей в день на заводах в семи странах. Поскольку запатентовать обруч не удалось, достаточно быстро появились товары-подражатели. По данным Wham-O, за четыре месяца было продано 25 млн обручей, а за год порядка 100 млн. Фирменные обручи стоили 1 доллар 58 центов, что довольно много для того времени. К осени 1958 года рынок по большей части оказался насыщенным и продажи пошли на убыль.
Идея обруча даже на тот момент была далеко не нова. Так, например, при раскопках в северных оазисах Египта были найдены окаменелые обручи, которые помещались в могилу египетских сановников вместе с домашней утварью и забальзамированными рабами. В Британском музее есть ваза, на которой изображён атлет с обручем, который по своим масштабам очень напоминает современный обруч.
У Плутарха в жизнеописании Агесилая есть известный кусочек о «круглом обруче», который довольно широко был распространён в некоторых регионах древнего мира — там его делали из виноградной лозы: «Агесилай отличался в то же время таким послушанием и кротостью, что все приказания выполнял не за страх, а за совесть: его более огорчали упрёки, чем трудная работа. Красота его в юные годы делала незаметным телесный порок — хромоту. К тому же он переносил её легко и жизнерадостно, всегда первым смеялся над своим недостатком и этим как бы исправлял его. Ловкость же его в обращении вокруг тела обруча была настолько велика, что никто из мальчиков не мог состязаться с ним в этом деле».
В «Виндзорских насмешницах» Шекспира Анна Пейдж упоминает о том, что вчера она «крутила в саду обруч». В среде литературоведов бытует мнение, что «плетёные обручи», которые перевозил во время одного из первых своих путешествий Робинзон Крузо — это и есть обручи, которые в те времена снискали большую популярность в Англии, но морем импортировались с юга Европы. Ивлин Во упоминает о «круглых, напоминающих тонкий бублик снарядах», которые использовались для салонного увеселения пресыщенной британской аристократией первой половины XX века.
В Советском Союзе обруч появился в начале шестидесятых, хотя поначалу его здесь не приветствовали, называя символом пустоты американской культуры. В комедии «Королева бензоколонки» (1962) он показан в сцене приезда американских автотуристов на украинскую автозаправку, причем работник заправки называет его «прибором для стройности фигуры». Пик популярности обручей пришёлся примерно на то же время, когда был снят фильм «Добро пожаловать, или Посторонним вход воспрещён» (1964) — там есть эпизод, в котором одна девочка с завистью наблюдает, как другая виртуозно крутит обруч, перекидывая его с ноги на ногу.
В выпуске информационно-аналитической телевизионной программы Леонида Парфёнова «Намедни», посвященной 1962-му году, обручу посвящен отдельный рассказ, в котором отмечено повальное увлечение этим спортивным снарядом («Хулахуп разом принялись крутить все»), а также описано различие между русским обручем и американским хулахупом: обруч плоский, хулахуп же свёрнут из полой цилиндрической трубки.
Синоним «хулахуп» родом из английского языка, в котором слово hulahoop образовано от названия гавайского танца хула (hula) и английского слова hoop (рус. 'обруч').

## Разновидности обручей
- Обруч алюминиевый — лёгкий обруч для начинающих;
- Обруч неопреновый — мягкий обруч. Основание из пластика или металла, внешний слой (мягкий) из неопрена или другого вспененного материала;
- Магнитный обруч — состоящих из нескольких частей, оснащённый магнитными насадками на внутренней стороне обруча;
- Массажный обруч — состоящий из нескольких частей, оснащённый массажными насадками на внутренней стороне обруча. Используется как тренажёр для уменьшения и массажа талии, живота и бёдер;

- Огненный обруч — пластиковый обруч с 3-8 огненными фитилями по контуру, используемый артистами огненного шоу;
- Светодиодный обруч — многие артисты для выступлений на сцене используют светящиеся обручи, состоящие из трубки, светодиодной ленты, контроллера для управления и элементов питания. Со временем развития технологий чаще стали использовать адресную (управляемую) пиксельную ленту, что дало возможность программировать воспроизведение целостных узоров и картин, которые лента "рисует" в воздухе при вращении обруча.

## Обруч в художественной гимнастике
Обруч — один из предметов в художественной гимнастике.
Обручи изготавливают из пластика, ПВХ или полиэтилена; раньше обручи были деревянными.
Диаметр обруча — 70-90 см (зависит от роста гимнастки)
Обручи бывают однотонные или многоцветные; многие гимнастки обклеивают их цветным скотчем для красоты.

## Обруч в огненном шоу
В последнее время все большую тенденцию обруч набирает и в жанре огненного шоу. Используется в основном сборный обруч из пластиковой трубки. По внешнему контуру обруча располагаются от 3 до 8 фитилей из специального несгораемого материала, который способен впитывать жидкое топливо. Огненный обруч можно крутить на теле, шее или голове, подбрасывать в воздух. При небольшом весе обручей, ими можно жонглировать, либо крутить несколько обручей одновременно.